# Тихонов, Владимир Петрович
Владимир Петрович Тихонов (24 октября 1935, Кишинёв — 31 января 2000, Москва) — советский артист балета, народный артист РСФСР (1974).

## Биография
Владимир Петрович Тихонов родился 24 октября 1935 года в Кишинёве. В 1954 году окончил Ленинградское хореографическое училище (педагог А. И. Пушкин). После службы в армии в 1957—1960 годах был солистом балета Молдавского театра оперы и балета в Кишинёве. 
В 1960—1979 годах танцевал в Большом театре. Его искусство отличалось красотой и пластичностью линий, лёгкостью, академичностью исполнения. 
В 1979 году работал педагогом-репетитором Белградского национального театра. В 1980-х годах работал художественным руководителем Московского ансамбля «Балет на льду».
Умер 31 января 2000 года, похоронен на Ваганьковском кладбище.

## Награды и премии
- 1-я премия Международного конкурса артистов балета в Варне (1965).
- Два ордена Трудового Красного Знамени (1960 и 25.05.1976[1]).
- Заслуженный артист РСФСР (18.07.1965).
- Народный артист Молдавской ССР (1967).
- Народный артист РСФСР (01.04.1974).

## Партии в балете
- «Лебединое озеро» П. И. Чайковского — Зигфрид
- «Дон-Кихот» Л. Минкуса — Базиль
- «Жизель» А. Адана — Альберт
- «Ванина Ванини» Н. Каретникова (1962, балетм. Н. Д. Касаткина и В. Ю. Василёв, первое исполнение) — Пьетро
- «Спящая красавица» П. И. Чайковского — Дезире
- «Легенда о любви» Арифа Меликова — Ферхад
- «Ромео и Джульетта» С. С. Прокофьева — Ромео
- «Анна Каренина» Родиона Щедрина — Каренин

## Фильмография
- 1971 — Спящая красавица (телеспектакль) — Дезире
- 1973 — Эта весёлая планета (адажио из балета «Спящая красавица») — принц Дезире (нет в титрах)
- 1974 — Анна Каренина — Каренин, муж Анны